# Ponta da Restinga

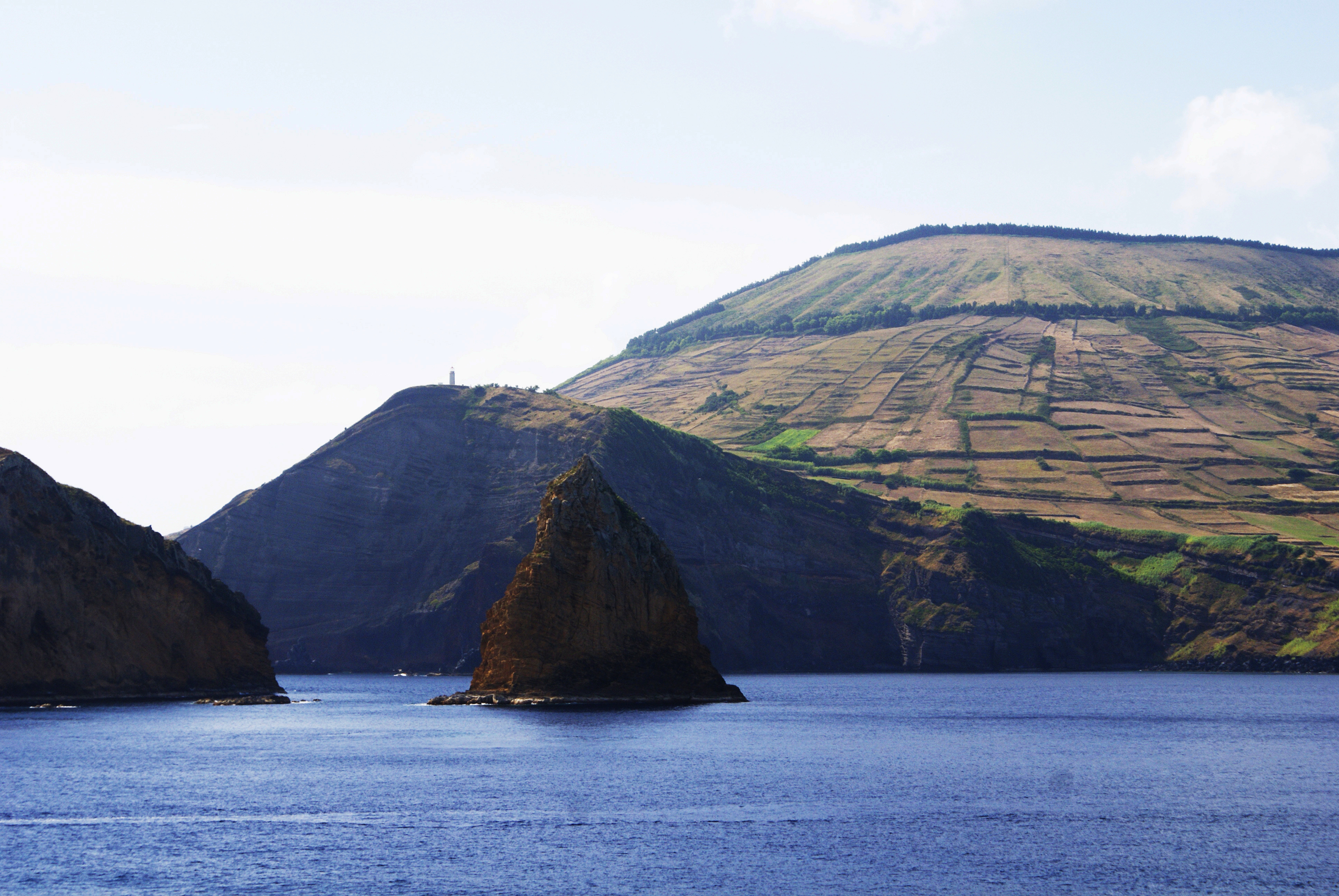
Ponta da Restinga vista do mar, destaque para o Farol da Ponta do Carapacho e para o Ilhéu de Baixo.

A Ponta da Restinga é uma elevação portuguesa localizada no concelho de Santa Cruz da Graciosa, ilha Graciosa, arquipélago dos Açores.
Este acidente geológico tem o seu ponto mais elevado a 191 metros de altitude acima do nível do mar.
Esta elevação encontra-se próxima da localidade do Carapacho, da Baía da Poça e do Ilhéu de Baixo.
Devido à altitude a que se encontra oferece uma excelente panorâmica sobre a paisagem circundante e sobre a costa que se apresenta recortada e enfeitada por pelos vulgarmente denominados Ilhéus do Carapacho.